# Ланаркшир
Ланаркшир также графство Ланарк (гэльск. Siorrachd Lannraig, скотс Lanrikshire) — историческое графство в среднешотландской низменности (Шотландии, Великобритания). Главный город — Глазго.
Площадь графства составляло 2300 км². Население составляло 161 400 человек (1951).

## История
В Средние века Ланаркшир был самым густонаселённым графством Шотландии и имел значительно большую территорию, включая до 1402 года соседний Ренфрушир. В наше время, Ланаркшир граничит на севере со Стирлингширом и отдельной частью Данбартоншира, на северо-востоке — со Стирлингширом и Уэст-Лотианом, на востоке — с Пиблсширом, на юго-востоке и юге — с Дамфрисширом, на юго-западе — с Дамфрисширом и Эрширом и на западе — с Эрширом, Ренфруширом и Данбартонширом.
Ланаркшир был исторически разделён между двумя административными областями. В середине XVIII века он был разделён на три части: верхний, средний и нижний с административными центрами в Ланарке, Гамильтоне и Глазго (соответственно) и оставался таким до принятия Закона о местном самоуправлении 1889 года. Другие важные поселения Ланаркшира: Котбридж, Ист-Килбрайд, Мотеруэлл, Эрдри, Блантайр, Камбусленг, Рутерглен, Уишо и Карлук.
В 1975 году совет графства был упразднён и область вошла в более крупный регион Стратклайд, который в 1996 году сам был разделён на новые округа. Старая область Ланаркшир теперь разделена на четыре округа:
- Ист-Данбартоншир (с 1996 года по настоящее время)
- Глазго-Сити (с 1996 года по настоящее время)
- Норт-Ланаркшир (с 1996 года по настоящее время)
- Саут-Ланаркшир (с 1996 года по настоящее время)

Норт-Ланаркшир и Саут-Ланаркшир имеют совместную комиссию по оценке и регистрации избирателей. Существует также совместная медицинская комиссия, которая не охватывает Рутерглен и его окрестности в Саут-Ланаркшире. Без северной части Норт-Ланаркшира это также церемониальное графство Ланаркшир.
В августе 2011 года в Ланаркшире проходили Международные детские игры. В общей сложности в них приняли участие 1300 спортсменов и тренеров, а также функционеры и делегаты, представляющие 77 городов из 33 стран мира.

## Знаменитости
Ныне покойный легендарный автогонщик, чемпион мира по ралли Колин МакРей является гордостью Шотландии - родился в г. Ланарк 5 августа 1968 года и по стечению обстоятельств трагически погиб в авиакатастрофе со своим сыном на его территории 15 сентября 2007 года.

## Экономика
В графстве развиты такие отрасли промышленности как черная металлургия, судостроение, авиастроение, железнодорожное машиностроение, текстильная промышленность. Ведётся добыча каменного угля.